# Домінік Баумґартнер
Домінік Баумґартнер (нім. Dominik Baumgartner, нар. 20 липня 1996) — австрійський футболіст, захисник клубу «Вольфсберг».
Виступав, зокрема, за клуби «Горн» та «Бохум», а також молодіжну збірну Австрії.

## Клубна кар'єра
У дорослому футболі дебютував 2013 року виступами за команду «Горн», у якій провів два сезони, взявши участь у 22 матчах чемпіонату. 
Своєю грою за цю команду привернув увагу представників тренерського штабу клубу «Гредіг», до складу якого приєднався 2015 року. Відіграв за команду з Гредіга наступний сезон своєї ігрової кар'єри.
У 2016 році уклав контракт з клубом «Ваккер» (Інсбрук), у складі якого провів наступні три роки своєї кар'єри гравця.  Більшість часу, проведеного у складі інсбруцького «Ваккера», був основним гравцем захисту команди.
З 2019 року жодного сезонів захищав кольори клубу «Бохум». 
До складу клубу «Вольфсберг» приєднався 2019 року. Станом на 13 грудня 2020 року відіграв за команду з Вольфсберга 20 матчів в національному чемпіонаті.

## Виступи за збірні
У 2011 році дебютував у складі юнацької збірної Австрії (U-16), загалом на юнацькому рівні взяв участь у 28 іграх, відзначившись одним забитим голом.
Протягом 2016–2019 років залучався до складу молодіжної збірної Австрії. На молодіжному рівні зіграв у 18 офіційних матчах, забив 2 голи.

## Титули і досягнення
- Володар Кубка Австрії:

«Вольфсбергер»: 2024/25